# Caso Golpe de Estado
O Caso Golpe de Estado refere-se a um caso judicial desenvolvido na Bolívia desde 12 de novembro de 2020 contra os ex-chefes militares, comandantes da polícia e membros do governo de Jeanine Áñez devido a suas condutas durante os eventos de crise e instabilidade politica em novembro de 2019.
Os processos e julgamentos desenrolam-se durante o governo do presidente Luis Arce, sucessor de Áñez. Segundo a Anistia Internacional e a Organização dos Estados Americanos (OEA), o caso tem conotações políticas, uma vez que ocorre imediatamente após a crise decorrente da renúncia do presidente Evo Morales (cujo governo Arce era Ministro da Economia) e da ascensão de Jeanine Áñez como "presidente interina".
Altas autoridades que faziam parte do governo de Jeanine Áñez foram enviadas para o Cárcel de San Pedro na cidade de La Paz com prisão preventiva decretada pela justiça boliviana, incluindo a própria Jeanine Añez, encarcerada desde 16 de março de 2021 (detenta no centro penitenciário feminino de Obrajes), bem como o ex-ministro da Justiça e Transparência Institucional Álvaro Coimbra Cornejo, o ex-ministro da Energia Rodrigo Guzmán, o ex-vice-ministro da Coordenação Governamental e gerente da Entel Eddy Luis Franco, o vice-ministro da Justiça Guido Melgar e o ex-diretor-geral de Migração Marcel Rivas.

## Contexto
Após o regresso ao poder do partido Movimento ao Socialismo de Evo Morales, através do presidente Luis Arce, o novo governo começou a desmantelar os vestígios do governo provisório anterior de Jeanine Áñez  como a revogação e modificação  de vários decretos presidenciais.
O governo Áñez também havia tentado capturar membros do governo Evo Morales por "sedição e terrorismo", o que levou a crise dos asilados bolivianos e a um conflito diplomático com os governos da Argentina, Espanha e México.

## Autoridades detidas

### Presidenta

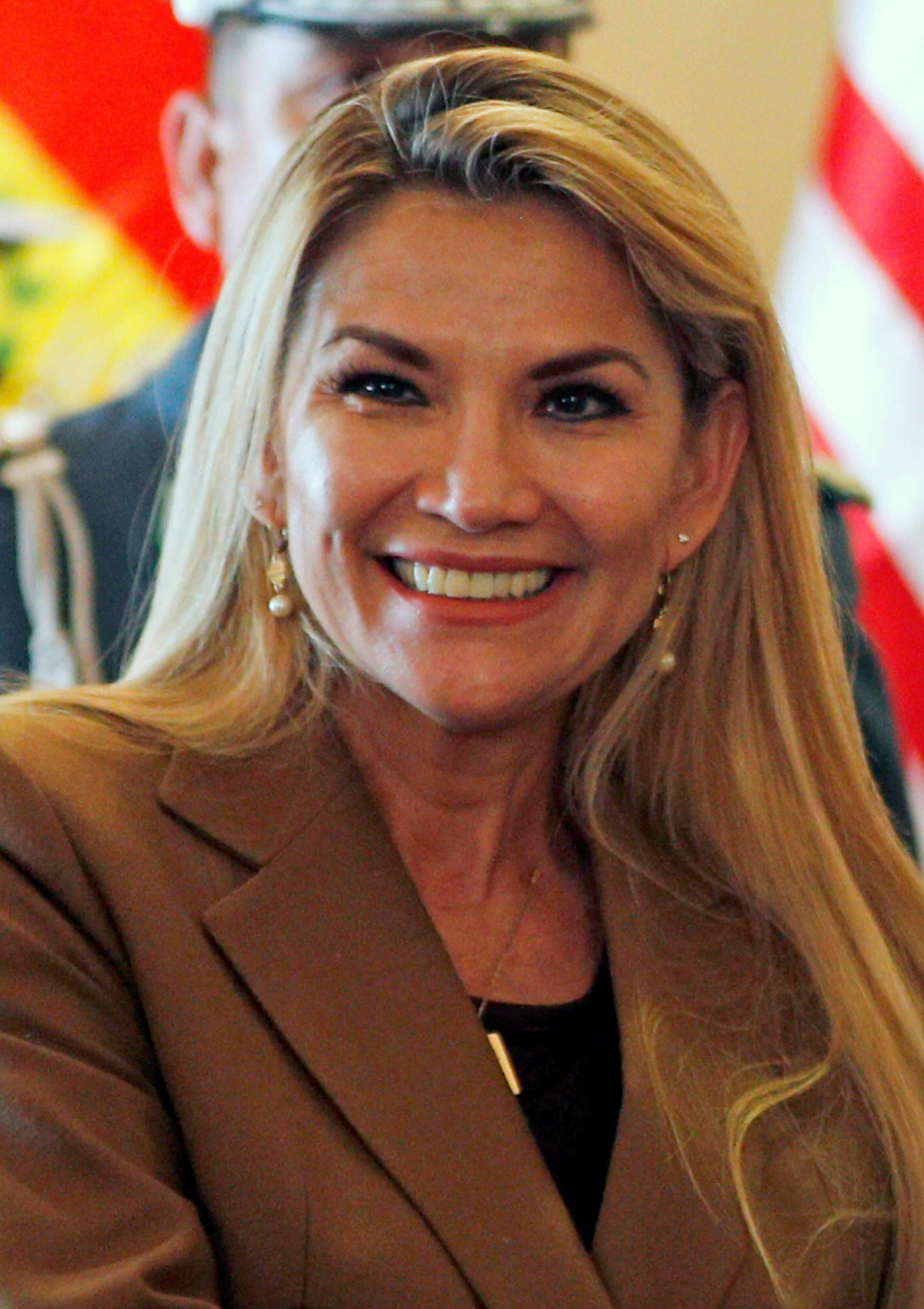
Jeanine Áñez Chávez.

Em 12 de março de 2021, a ex-presidenta Jeanine Áñez Chávez foi detida pela polícia boliviana na cidade de Trinidad e imediatamente levada para a cidade de La Paz para ser posteriormente enviada ao Presídio Feminino de Miraflores.
O Ministério Público da Bolívia (Fiscalía General) acusa Áñez de ter cometido os crimes de terrorismo, sedição e conspiração pelos eventos ocorridos em novembro de 2019.
Por outro lado, a Procuradoria-Geral do Estado da Bolívia acusa Áñez de ter cometido os delitos de violação de deveres e resoluções contrárias à constituição política do Estado.
Em 15 de julho de 2021, o promotor boliviano levantou o crime de genocídio à acusação de Áñez.

### Ministros

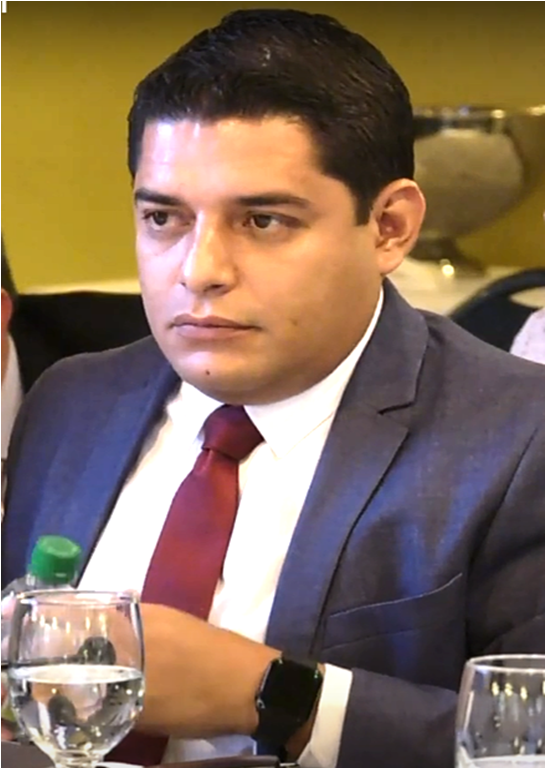
Álvaro Coimbra Cornejo.

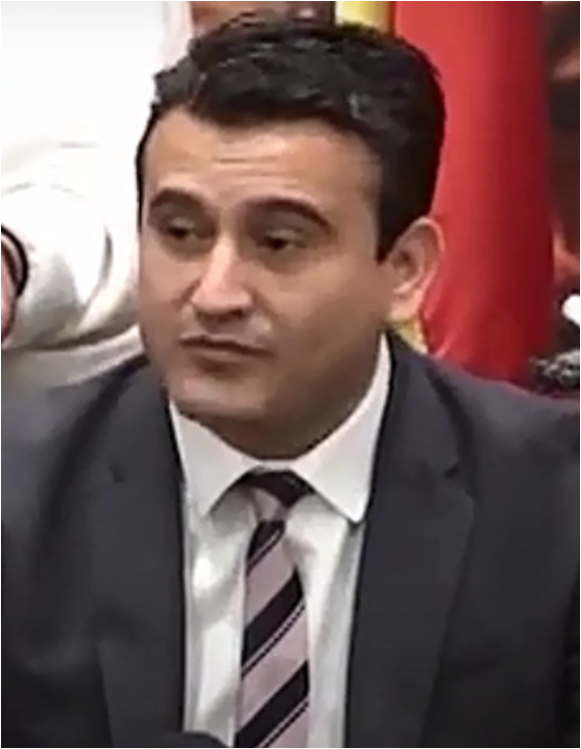
Rodrigo Guzmán Collao.

Em 12 de março de 2021, Álvaro Coimbra, ex-ministro da Justiça e Transparência Institucional, foi apreendido pela polícia boliviana quando estava na cidade de Trinidad. O Ministério Público o acusa de terrorismo, sedição e conspiração.
Juntamente com Jeanine Áñez e Álvaro Coimbra, o ex-ministro de Energia Rodrigo Guzmán também foi preso em Trinidad no mesmo dia.

## Processos

### Membros das Forças Armadas
Os processos começaram em 12 de novembro de 2020 com o mandado de prisão para Williams Kaliman, comandante das Forças Armadas da Bolívia que "sugeriu" que o então presidente Evo Morales renunciasse ao cargo em 2019, depois que a já enfraquecida administração de Morales foi considerada como sem apoio popular e das forças armadas no quadro dos protestos contra seu governo em 2019 pela suposta fraude eleitoral de Morales para um novo mandato.
A Procuradoria da Bolívia, já dentro do governo Luis Arce, ordenou a prisão do militar Alfredo C. M. por decisão da promotora Lizeth Martínez. Ele foi o líder do Comando de Operações Estratégicas do Exército da região central de Cochabamba e estaria implicado no massacre de Sacaba. A prisão do militar deu início aos casos sobre a atuação e desenvolvimento do governo Áñez nos protestos antigovernamentais de 2019.
Em 11 de março, também foi preso o Almirante Flavio Gustavo Arce, que ocupou o cargo de Chefe do Estado Maior durante a gestão do Comandante das Forças Armadas Williams Kaliman.
No dia 16 de março, o general Jorge Pastor Mendieta foi preso sem ordem antecipada quando compareceu voluntariamente ao Ministério Público sem ter sido intimado previamente.

### Funcionários públicos
A ex-deputada Lidia Patty do Movimento ao Socialismo (MAS) foi quem em 26 de novembro de 2020 acusou formalmente a administração Áñez, seus ministros, suas forças militares e policiais pelo ocorrido em 2019.
Os julgamentos começaram em março de 2021, tendo como protagonista principal a ex-presidente interina Jeanine Áñez, que em 14 de março recebeu ordem de prisão preventiva. Sua prisão ocorreu em 15 de março e foi mantida sob custódia pela Força Especial de Combate ao Crime até ser transferida para o Centro de Orientação Feminina Obrajes em La Paz para cumprir quatro meses de prisão preventiva. Da mesma forma, os ministros Coimbra e Guzmán foram conduzidos ao Presídio de San Pedro; os três foram acusados de "sedição, terrorismo e conspiração" no denominado "Caso Golpe de Estado" em referência à crise de 2019.
Também existe mandado de captura contra os ex-ministros Yerko Núñez (Presidência), Arturo Murillo (Governo) e Luis Fernando López (Defesa); Añez e vários de seus então ministros também foram demandados perante a Assembleia Legislativa Plurinacional, sendo a principal demanda os 327,2 milhões de dólares contraídos com o Fundo Monetário Internacional (FMI) e que o governo Arce cancelou.
Em 20 de março de 2021, a prisão preventiva de Áñez foi elevada para seis meses. Sendo, em seguida, transferida para a prisão feminina de Miraflores. O diretor geral do Regime Penitenciário, Juan Carlos Limpias, anunciou que a ex-presidente será supervisionado por uma equipe médica verificado pela ONU.
O Ministro da Justiça do governo Arce, Iván Lima, informou que Áñez está sendo julgada como ex-senadora e não como ex-presidente, o Ministério da Justiça e Transparência Institucional arguiu quatro processos criminais contra funcionários do governo de Áñez ao Ministério Público.

#### Asilo
A ex-ministra da Comunicação Roxana Lizárraga solicitou refúgio ao governo do Peru e a ministra do Meio Ambiente e Água María Elva Pinckert ao Brasil.
O ex-ministro Yerko Nuñez "declarou-se na clandestinidade".
Luis Fernando Lopez e Arturo Murillo fugiram da Bolívia após a posse de Luis Arce e são refugiados políticos nos Estados Unidos.
Entretanto, Murillo, que estava em Miami como refugiado, e associados foram detidos entre 25 e 26 de maio de 2021 pelos crimes de lavagem de dinheiro e corrupção após uma investigação realizada pelo FBI como resultado do caso "Gases Lacrimógenos". Ele encontra-se em prisão preventiva numa prisão federal em Miami.